# 2018年平昌オリンピックのイラン選手団
2018年平昌オリンピックのイラン選手団は、2018年2月9日から25日まで大韓民国江原道平昌で開催された2018年平昌オリンピックのイラン選手団の名簿。

## 選手団
- 人員: 選手 4人
- 開会式旗手: サマネ・バヘール

## 種目別選手・スタッフ名簿及び成績

### アルペンスキー
- モハンマド・キヤダルバンドサリ
  - （男子大回転）2:37.72、58位
  - （男子回転）1:52.69、34位
- フォルーグ・アバッスイ（女子回転）2:04.06、49位

### クロスカントリースキー
- セイエド・セイド
  - （男子15kmフリー）39:39.1、91位
  - （男子スプリント）3:56.08 予選敗退
- サマネ・バヘール（女子スプリント）4:47.91 予選敗退